# 연복초과
연복초과(連福草科, 학명: Adoxaceae 아독사케아이[*])는 산토끼꽃목의 과이다. 가막살나무, 덧나무, 딱총나무 등을 포함하고 있다.
북반구의 온대에 널리 분포하며, 세계적으로 150 내지 200여 종이 알려져 있는데, 한국에도 연복초 등이 분포하고 있다.
종 수가 적으므로, 어떤 학자들은 인동과에 포함시키기도 하지만, 사실상 두 과는 별로 유연 관계를 갖고 있지 않다고 생각된다. 특히, 이 과의 배낭 형성 방법이 매우 특이하여 연복초형이라고 부른다.

## 하위 분류
- 딱총나무속(Sambucus L.)
- 산분꽃나무속(Viburnum L.)
- 연복초속(Adoxa L.)
- Sinadoxa C.Y.Wu, Z.L.Wu & R.F.Huang
- Tetradoxa C.Y.Wu

## 갤러리

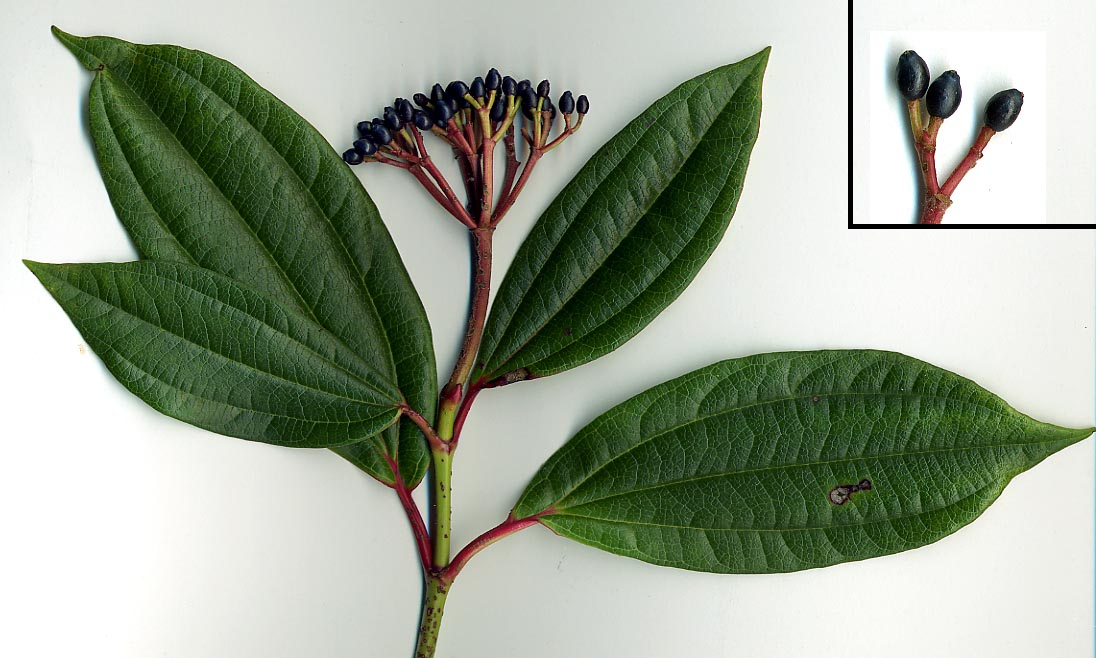
Viburnum davidii 잎과 열매
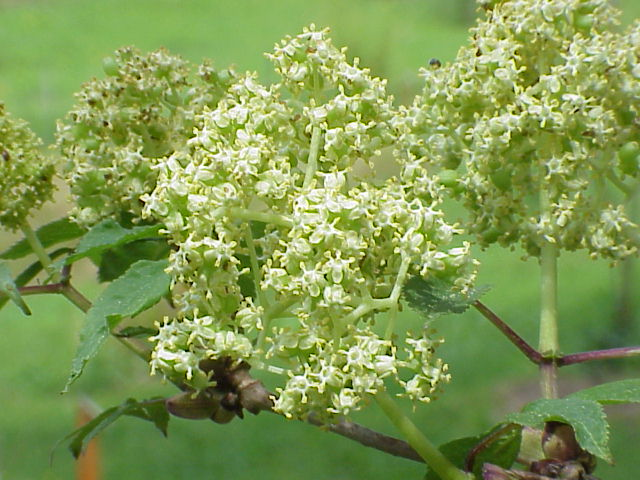
Sambucus racemosa 꽃
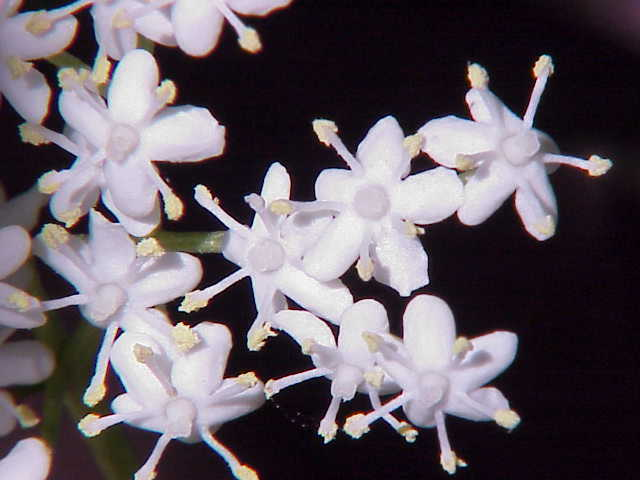
Sambucus nigra 꽃